# Wilhelm Ebstein

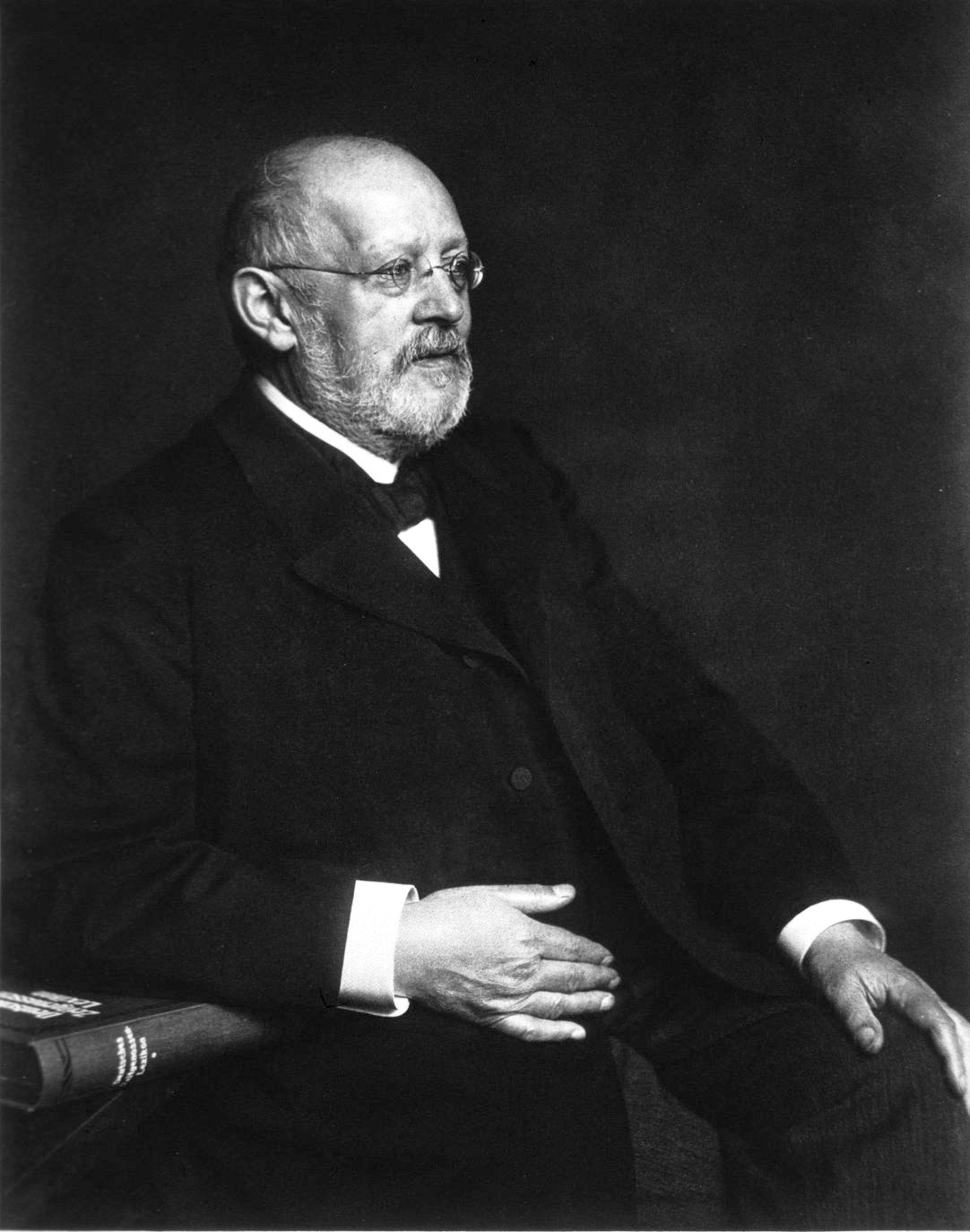
Wilhelm Ebstein

Wilhelm Ebstein, född 27 november 1836 i Jauer, Schlesien, död 22 december 1912 i Göttingen, var en tysk läkare.
Ebstein blev 1859 medicine doktor och 1874 professor i invärtes medicin i Göttingen. I en mängd större och mindre avhandlingar behandlade han olika områden av invärtesmedicinen, men han ägnade sig även åt medicinsk-historisk forskning och utgav ett antal populärmedicinska skrifter, av vilka några även utkom på svenska. Tillsammans med Julius Schwalbe redigerade han "Handbuch der praktischen Medicin" (fem band, 1899-1901).